# Entoloma myrmecophilum
Entoloma myrmecophilum là một loài nấm trong họ Entolomataceae.